# روزاليند بروير
روزاليند بروير (بالإنجليزية: Rosalind Brewer)‏ هي سيدة أعمال وكيميائية أمريكية، ولدت في 1962 في ديترويت في الولايات المتحدة.

## وصلات خارجية
- روزاليند بروير على موقع إن إن دي بي (الإنجليزية)